# Опытная Станция (Брянская область)
Опытная Станция — поселок в Новозыбковском городском округе Брянской области.

## География
Находится в западной части Брянской области на расстоянии приблизительно 4 км на запад-юго-запад по прямой от районного центра города Новозыбков.

## История
Основан в 1916 году при Новозыбковской опытной станции. Позднее — филиал Всероссийского института удобрений и агропочвоведения. До 2019 года входил в Деменское сельское поселение до его упразднения.

## Население
Численность населения: 524 человека в 2002 году (русские 94 %), 466 в 2010.